# Pius Falco
O. Pius Falco (ur. 20 lutego 1900 w Rotondi koło Avellino we włoskiej Kampanii, zm. 20 maja 1976 w Rzymie) – włoski kapłan katolicki, pasjonista, przełożony domów zakonnych w Polsce.
Do małego seminarium pasjonistów wstąpił w wieku 10 lat. Po pięciu latach rozpoczął nowicjat, przyjmując imię Piusa od Męki Pańskiej. Śluby zakonne złożył 24 marca 1916. Święcenia kapłańskie otrzymał 22 września 1923 i 2 grudnia tegoż roku wyjechał do Przasnysza, gdzie powstała pierwsza w Polsce placówka pasjonistów.
O. Pius jako jeden z pionierów polskiej fundacji pasjonistów, położył wielkie zasługi przy organizacji klasztorów w Przasnyszu i Sadowiu koło Ostrowa Wielkopolskiego. Opiekował się postulantami, był wicedyrektorem i nauczycielem alumnatu, tzw. Szkoły Apostolskiej, pełnił obowiązki wicemistrza, następnie mistrza nowicjatu, piastował urzędy przełożonego w Przasnyszu i Sadowiu.
Język polski w mowie i piśmie opanował perfekcyjnie, głosił porywające kazania. Będąc człowiekiem uzdolnionym muzycznie, zaprowadził w Przasnyszu młodzieżowy chór kościelny Schola Cantorum, uświetniający wiele uroczystości religijnych. Cieszył się opinią znakomitego wychowawcy. W Sadowiu przygotował dla nowicjuszów opracowania: Poznaj swój zakon oraz Katechizm ślubów.
Mianowany w 1935 r. komisarzem generalnym oo. pasjonistów w Polsce po o. Bartłomieju Rapettim, zrzekł się urzędu, proponując na stanowisko komisarza o. Juliusza Dzidowskiego. Przed wybuchem wojny pełnił obowiązki mistrza nowicjatu i wikariusza w Sadowiu.
Z początkiem okupacji niemieckiej odesłany został do Włoch, a jego ponawiane starania o uzyskanie pozwolenia na powrót do Polski nie powiodły się. Pozostał w Italii, pełniąc odpowiedzialne funkcje i urzędy w kilku klasztorach.
W 1950 r. władze zakonne skierowały go do klasztoru pasjonistów w Betanii koło Jerozolimy. Tam w ciągu osiemnastu lat działalności duszpasterskiej i charytatywnej pomagał emigrantom i duszpasterzom różnych narodowości, zwłaszcza Polakom. Pełnił funkcję sekretarza Polskiego Duszpasterstwa w Ziemi Świętej. W latach 1961–1963 wybudował nowy kościół w Betanii, którego projektantem był polski architekt Adam Kalinowski.
W marcu 1968 został dotknięty paraliżem z utratą mowy. Przewieziony do Rzymu, budował otoczenie pokorą i pogodą ducha. Zmarł po ośmiu latach cierpień w opinii świętości.